# 戀愛哲學
戀愛哲学是解釋愛的本质，屬於社会哲学和伦理学领域。 

## 当前理论
有许多不同的理论试图解释什么是爱和爱的功能。向一个没有经历过或從未被爱过的人解释爱是非常困难的。实际上，对这样的人来说，即使不是完全感性的行为，爱情也很奇怪。试图解释爱的主要理论类型有：心理学理论，其中大多数人认为爱是促進健康的行为。演化思想史认为爱是自然选择过程的一部分，還有一些宗教理论，例如：认为爱是上帝的恩赐。也有一些理论认为爱情是无法解释，就如神秘主義 。

### 戀愛倫理學
埃里希·弗羅姆在著作《愛的藝術》中，提出了一些愛的要素：关心、责任心、尊重和了解。其中積極的關心最為重要，如果我們說愛種花，卻整天都忘記澆水，這種愛是說不過去。而關心這行為應該是出於自覺的行為，並且是對對方對自己的期望的一種行動，這就是責任心。如果愛情沒有尊重，責任就會成為控制和奴役，因此我們應尊重對方的獨特性。何時怎樣才能得知對方的獨特性？就是需要了解對方。若愛情沒有經過了解，一切的關心、責任心和尊重都會是盲目。
而在克爾羅斯基所著、唐君毅所翻譯的《愛情之福音》當中曾論及戀愛專一的問題。書中提及，愛情需要專一是因為涉及人所心靈之活動，愛情中重要的不是你愛他，也不是他愛你，也不是這個事實之和。而是你愛他，他知道你愛他；他愛你，而你知道他愛你，著眼點在於「知」。

## 西方传统

### 古典根據
恩培多克勒認為愛是厄洛斯，祂是世界束缚在一起的力量，古典爱情哲学的根源可以追溯到柏拉图的會飲篇。柏拉图的會飲篇就深入地探讨了爱的概念，并引入了不同的解释和观点来定义爱。 从其丰富的思想中，我们也许可以挑出三个主要理論，这些理論影響了随后的几个世纪中。 
1. 两种爱的想法，一种是天上的，一种是地上的。正如《项狄传》在两千年后所获悉的那样，“根据马尔西利奥·费奇诺对Valesius的评论。这些爱中，一个是理性的，另一个是自然的。第一，激发了对哲学和真理的渴望；第二：简单地激发欲望。” [7]
2. 亚里士多德的人类概念是從兩個原始人分裂出來：西格蒙德·弗洛伊德后来引用了这个神话：“关于这些原始人的一切都是双重的：他们有四只手和四只脚，两张脸” [8] -支持了他的重复理论。
3. 柏拉图的爱情升华理论-“向上……从一到两个，从两个到所有公正的形式，从公正的形式到公正的行动，从公正的行动到公正的概念，直到他从公正的概念得出了绝对美丽」。 [9]

相比之下，亚里士多德則更强调友谊（友爱，感情）而不是爱欲（爱）。而文艺复兴和之后的友谊和爱情辩证法仍然继续发挥作用， 西塞罗指出，“爱（amor）和'友谊'（amicitia ）一词是来自 卢克莱修和伊壁鸠鲁的工作基础上，他既赞扬维纳斯是“宇宙的指导力量”，又批评那些“相思病...生命中最美好的岁月」的人一直在懒惰和放荡。

### 宗派主义
在伊斯兰黃金時代影响下，出现了宫廷爱情的概念。弗朗切斯科·彼特拉克由此認為這是现代世界浪漫爱情的哲学基础。

### 高卢怀疑论
除了浪漫的热爱外，从司汤达起也可以追溯到一种怀疑性的法国传统。司汤达的结晶理论表達了对爱情的想象力，只需要一个触发即可将對方想像成完美的境界。 馬塞爾·普魯斯特更為進取，把无法接近或嫉妒視为爱情的必要诱因。 雅各·拉岡几乎用他的话嘲讽了这个想法：“爱就是把你没有得到的东西带给不存在的人”。  路思·伊瑞葛來的拉康學說則努力在这个世界中寻找爱情的空间，她發表了：「这个世界将在性解放的掩护下，强调色情為损害爱情。」

### 西方爱情哲学家
- 赫西俄德
- 恩培多克勤
- 柏拉图（會飲篇，新柏拉图主义）
- 希波的奥古斯丁
- 托马斯·阿奎那
- 犹大·莱昂·阿布拉瓦内尔
- 巴魯赫·斯賓諾莎
- 尼古拉·马勒伯朗士
- 让·皮埃尔·罗素洛
- 安东尼奥·卡索·安德拉德
- 西格蒙德·弗洛伊德
- 索倫·奧貝·克爾凱郭爾 愛之工
- 卡尔·荣格
- 安德斯·尼格伦（Anders Nygren）
- 马丁·达西
- 欧文·辛格 - 爱的哲学：部分总结
- 亚瑟·叔本华-爱的形而上学
- 托马斯·杰伊·奥德
- 弗里德里希·尼采
- 马克斯·舍勒 “同情的本质”
- 埃里希·弗罗姆 ， 《爱的艺术》的作者
- 路易斯 ，“ 四个爱 ”
- 米歇尔·昂弗雷，《法国红军》的作者：倒入法式太阳（2000）
- 卡尔·波普尔
- 讓-呂克·馬里翁 ，“色情现象”
- 路思·伊瑞葛來 ，《爱的方式》
- 贝尔·胡克斯 -“ 关于爱情的一切：新视野 ”
- 丽塔·罗森（Rita Rosson） ，《卡玛修特拉》
- 罗杰·斯克鲁顿 - 地下笔记
- 斯凯·克莱里（Skye Cleary），“存在主义与浪漫之爱”

## 东方传统
1. 鉴于马克斯·韦伯所说的宗教与性之间的亲密关系， [21]印度的林加姆和尤尼 ，或中国的阴阳是基于男女原理的宇宙极性的结构形式， [22]通过真相或神圣的性交可能更容易理解， [23] 密宗发展了一种完整的神圣性传统， [24]导致它与佛教合并，将性爱视为开悟的途径：正如萨拉哈所说，“那幸福莲花和金刚鹦鹉之间的喜悦……消除了所有的污秽”。[25]
2. 印度教的友谊传统作为婚姻中爱情的基础可以追溯到吠陀经的早期。[26]
3. 孔子有时被看作是一种爱的哲学（相对于宗教）。[27]